# 50412 Ewen
50412 Ewen este un asteroid din centura principală de asteroizi.

## Descriere
50412 Ewen este un asteroid din centura principală de asteroizi. A fost descoperit pe 26 februarie 2000 la Rock Finder de William Kwong Yu Yeung. El prezintă o orbită caracterizată de o semiaxă mare de 2,69 ua, o excentricitate de 0,08 și o înclinație de 3,0° în raport cu ecliptica.